# Coprophanaeus callegarii
Coprophanaeus callegarii är en skalbaggsart som beskrevs av Arnaud 2002. Coprophanaeus callegarii ingår i släktet Coprophanaeus och familjen bladhorningar. Inga underarter finns listade i Catalogue of Life.